# Merops
Merops (latinsky Merops) se v řecké mytologii jmenovali dva muži – etiopský král a řecký věštec. 

## Merops – etiopský král
Jeho manželkou byla Klymené, dcera Titána Ókeana. Proslul jedině tím, že mu jeho manželka byla nevěrná. Zplodila s bohem slunce Héliem syna Faethonta a několik dcer – Hélioven, S Titánem Íapetem měla syna Atlanta. 

## Merops – věštec
Jiný Merops byl proslulý věštec. Měl dva syny Adrésta a Amfía, kteří proti jeho vůli odešli do trojské války a oba v bojích zahynuli. 
Uvádí se, že Merops měl s Klymené vlastní dceru Kleité, která se provdala za krále Kyzika. Když byl v nočním boji s Argonauty omylem zabit, Kleité spáchala sebevraždu. Druhá dcera Arisbé byla první manželkou trojského krále Priama.